# Brève traversée
Brève traversée è un film per la televisione del 2001 scritto e diretto da Catherine Breillat e prodotto nell'ambito della collezione “Masculin/Féminin” dell'emittente franco-tedesca Arte.